# Nicasius van Die

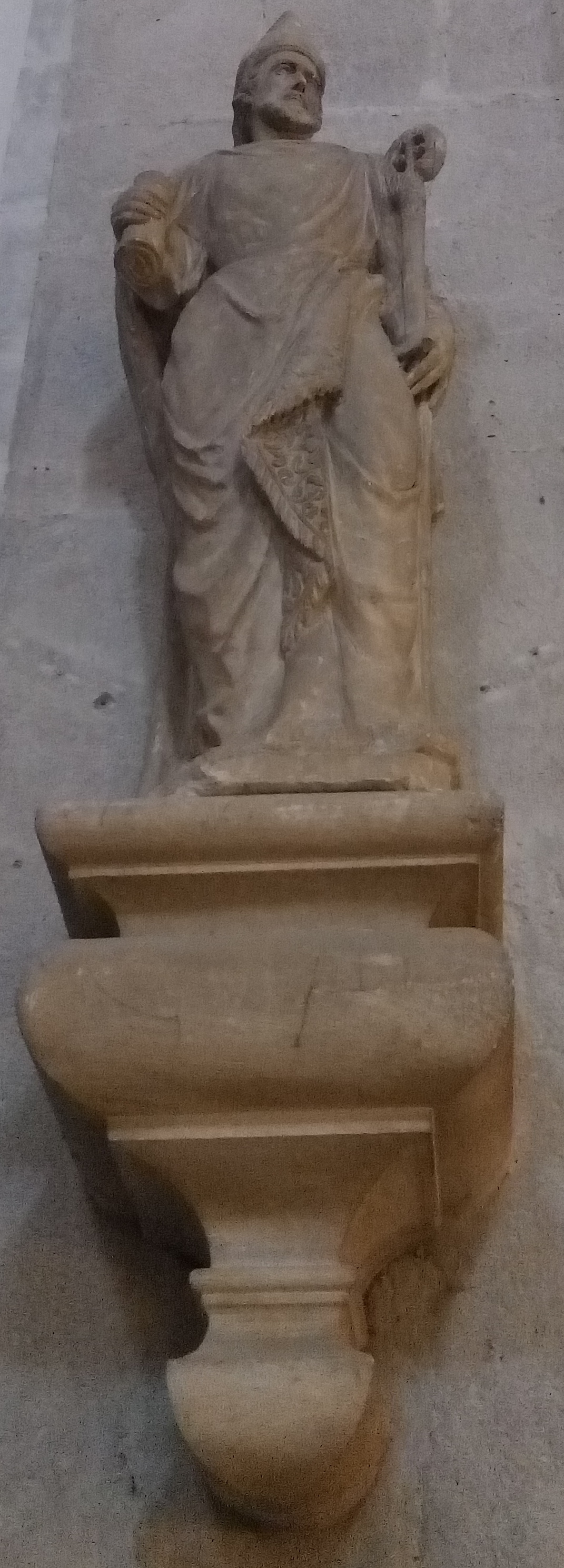
Beeld van Nicasius in de voormalige kathedraal van Die

Nicasius van Die (Gallia Narbonensis 4e eeuw) was bisschop van Die, in het Romeinse Rijk. De naam in het Latijn van de Franse stad Die was Dea Augusta Vocontiorum.

## Levensloop
De naam ‘Nicasius’ kwam voor op de lijst van kerkvaders die deelnamen aan het Eerste Concilie van Nicea in 325. Het Concilie van Nicea werd samengeroepen op bevel van keizer Constantijn, keizer van Rome.  In dit concilie werd de Geloofsbelijdenis van het christendom afgeroepen en veroordeelden de kerkvaders het arianisme (voor de eerste keer). Er was slechts één bisschop aanwezig uit het geheel van Gallië: Gallia Narbonensis, Gallia Aquitania, Gallia Lugdunensis en Gallia Belgica. Het was Nicasius.

## Over Nicasius
Achteraf gaven Franse schrijvers als uitleg waarom er slechts één bisschop uit Gallië aanwezig was: het arianisme zou geen interessant onderwerp geweest zijn voor Gallië. De discussie over het arianisme vond overigens in hevigheid plaats in het Oost-Romeinse Rijk. In de eeuwen na het Concilie van Nicea hadden geschiedschrijvers het moeilijk om aan te geven uit welk Gallisch bisdom Nicasius afkomstig was. Zo werden hem het bisdom Dijon, het bisdom Digne of het bisdom Valence toegeschreven. 
Nicasius werd later heilig verklaard door de Roomse Kerk omwille van zijn deelname aan het Concilie van Nicea.
Het is in de 9e eeuw dat de heilige Wilfinus, bisschop van Die, Nicasius in zijn bisdom Die plaatste. Dit deed hij bij zijn opzoekingswerk over heiligen die ooit bisschop van Die waren.
In de 17e eeuw schreef Polycarpus de la Rivière (1586-1639) over Nicasius van Die. Polycarpus, een Kartuizer, beweerde een brief te bezitten die Nicasius meegekregen had van de concilievaders. Deze brief moest Nicasius bekend maken aan zijn medebisschoppen in Gallië. Aan deze bewering van Polycarpus werd geen geloof gehecht. Deze brief is nergens bewaard gebleven.
In de voormalige kathedraal van Die staat een beeld van de heilige Nicasius van Die.